# 끄리앙삭 차마난
끄리앙삭 차마난(태국어: เกรียงศักดิ์ ชมะนันทน์, 1917년 12월 17일~2003년 12월 23일)은 1977년부터 1980년까지 태국의 총리를 지냈다. 1977년 쿠데타를 성공적으로 일으킨 후, 그는 총리가 되어달라는 요청을 받았고, 1980년까지 통치했으며, 베트남 공산당 점령 이후 내부적으로는 공산주의 반군이 횡행하고 주변 국가들이 공산주의 통치로 선회한 시기에 "태국을 민주주의로 인도"한 공로를 인정받았다. 주로 남베트남(베트콩), 라오스(파테트라오), 캄보디아(크메르 루주)가 있다. 2003년 12월 23일 그는 86세의 나이로 사망하였다.
현대 태국에서 가장 주목할 만한 정치가들 중의 하나로 여겨지는 그의 획기적인 개발 정책들은 PTT의 설립을 통한 동부 해안의 설립, 렘차방에서의 심해 항구 건설을 촉진하고 태국을 포함하기 위해 태국과 일본 사이의 양자 무역 협정을 협상하는 것을 포함한다. 기러기 날기 패러다임 초만안은 태국 석유공사를 설립하고 3개의 국영 에너지 회사 간의 합병으로 PTT로 전환하여 1980년대와 1990년대 태국 2차 생산 경제의 성장에 주요한 경제적, 산업적 자극제가 되었다. 게다가, PTT의 설립은 1970년대에 심각한 국제 유가 위기를 야기했던 에너지 무역 의존도의 경색을 완화시키는 역할을 했다. 그의 다른 주목할 만한 작품들은 딘댕 쓰레기 산 문제 해결에도 도움을 주는 현재 세계에서 가장 큰 주말 시장의 설립, 태국 공공 1차 진료의 중요한 모델 역할을 하는 마을 보건 봉사단, 과학기술부의 설립, 통과를 포함한다. 정부 경제 개발 계획에 관광업을 포함시키고 태국 관광청의 조직적 차원에서의 상향 조정, 현재의 소비자 보호법 및 단체의 통과, 수코타이 탐마티랏 오픈 대학의 설립을 포함한 최초의 법안이다. 그는 집권 후 지금까지 태국에서 유일하게, 아시아에서는 3명도 안 되는 총리였으며, 전 국가원수 및 정부 수반 상호 작용 위원회에 초청받아 다양한 글로벌 이슈를 해결했다.
제2차 세계 대전에 그는 점령된 미얀마 샨주에 배치되었다. 그는 1940년부터 1943년까지 프랑스-태국 전쟁에서 프랑스군과 싸웠고, 6.25 전쟁과 베트남 전쟁 모두에서 공산주의자들과 싸웠다. 한국에서, 그는 제3보병대대장으로 복무했는데, 그는 군단장 공로 훈장을 받은 비시민 장교들 중 소수였다. 6.25 전쟁이 끝난 후, 그는 포트 리븐워스에 있는 미국 육군지휘참모대학교 및 참모 대학에 들어갔고, 포트 리븐워스 명예의 전당에 포함된 유일한 태국인이다.

## 어린 시절 및 경력
끄리앙삭 차마난 장군은 1917년 12월 17일 사뭇사콘주 마하차이 군에서 태어났다. 방콕 남서쪽에 있는 중국의 저명한 무역항 구역이다. 그는 태국과 서구, 일본 사이의 상품 수출입을 담당하는 마하차이 무역회사를 운영하는 부유한 사업가 집안에서 태어났다. 1800년대와 1900년대에 마하차이는 태국의 가장 큰 무역항 중 하나였으며 1897년에 자치 정부를 가진 최초의 도시 구역으로 성장했다.

### 교육
6세부터 12세까지 사뭇사콘 위타얄라이와 파툼콩카 학교에 다녔다. 초등학교를 졸업한 후, 끄리앙삭 장군은 방콕으로 가서 명문 압루아이 실파 학교에 다녔다.
그는 후에 태국 육군사관학교에 다녔다.그는 1938년 졸업할 때까지 태국 내 교육기관 중 가장 낮은 입학률을 가진 것으로 알려져 있다. 군대에서 복무하는 동안, 그는 태국 육군사령부 및 일반참모대학교(CGSC)와 태국 국방대학교를 더 다녔다.
6.25 전쟁 이후 그는 미국 캔자스주 포트 리븐워스에 있는 미국 육군사령부 및 일반참모대학교에 입학하여 장학금을 받았다. 리븐워스에서 그는 많은 국제적인 지인들을 만났고 국제적으로 그의 접촉을 추진했다.

## 군사 경력
끄리앙삭은 6.25 전쟁에서 태국 제21보병연대의 사령관으로 참전했고, 그들의 용맹함으로 인해 "작은 호랑이"라는 별명을 얻었다. 끄리앙삭 차마난은 소령으로서 모범적인 기술을 보여주며 돼지찹 언덕을 지키는 데 중추적인 역할을 했다. 1953년 3월 15일 미국 대통령의 지시와 1942년 미국 의회 법령에 따라 당시 6.25 전쟁 사령관이던 끄리앙삭 차마난 중위는 뛰어난 공적을 인정받아 미국 공로군단 훈장을 수여받을 수 있는 비(非)종사자였다.
그는 1973년 대장이 되었고, 1년 후에 육군 참모총장이 되었다. 1974년 그는 미얀마 정부와 비밀리에 포로 교환을 중개했는데, 이 과정에서 아편 군벌 쿤사는 쿤사의 추종자들이 납치한 두 명의 소련 의사들의 석방을 위해 몸값을 지불했다.
1977년, NARC는 타닌 끄라이위치안 총리를 상대로 성공적인 쿠데타를 일으켰다. 끄라이위치안은 입헌군주제를 중단시키며 1년 전 권력을 장악했다. 당시 차마난 장군은 정부를 장악한 집권 군사 단체인 국가행정개혁회의(NARC)의 일원이었다. NARC는 극우파가 아닌 온건한 군사 지도자로 묘사되는 동시대의 언론 보도들로만 구성되었다. 과거 군부 집권세력과 달리 "과거 정계에 진출한 계파나 계파와는 달리 군 내부의 권력관계를 제도화하려는 노력"으로 구분됐다. 차마난 장군은 부분적으로 그의 의지에 반하여 그의 아내 위라트 차마난이 총리가 되어줄 것을 요청하였다.